# Oenoptila reversa
Oenoptila reversa är en fjärilsart som beskrevs av W. Warren 1897. Oenoptila reversa ingår i släktet Oenoptila och familjen mätare. Inga underarter finns listade i Catalogue of Life.